# Heliosi
Heliosi – polski zespół wokalno-instrumentalny, którego największe sukcesy przypadają na okres współpracy z wokalistą Edwardem Hulewiczem. Zespół z nim w składzie nagrał takie utwory jak Obietnice, Zaczekaj, aż opadnie mgła i Dwa złote warkocze.

## Skład
- Jan Goethel
- Edward Hulewicz
- Bogdan Kierach
- Zbigniew Kohut
- Jadwiga Land
- Jerzy Pulcyn
- Władysław Szalacha
- Andrzej Zawadzki
- Waldemar Ziemkowski

## Historia zespołu
Do 1967 Heliosi był rozbudowanym zespołem z wieloma solistami bez określonego stylu. W tym roku menedżer zespołu Jerzy Landsberg zaproponował współpracę Edwardowi Hulewiczowi. Piosenkarz jednak uzależniał to od zasadniczych zmian w zespole, przede wszystkim zmiany muzyki granej przez zespół, ograniczenie solistów do dwóch osób i zmiany w zespole instrumentalnym (gitarzystę sol. i klawiszowca). Po przesłuchaniach zaangażowano dobrych, stylowych muzyków i od kwietnia 1968 rozpoczęły się próby. Opiekę artystyczną objęła WAIA Sopot, literacką znany poeta i autor tekstów Włodzimierz Patuszyński. Skład zespołu: Włodzimierz Szalacha – gitara bas., wokal, Jerzy Pulcyn – gitara bas., wokal, Andrzej Zawadzki – instrumenty klawiszowe, wokal, Bogdan Kierach – dr., Jadwiga Land – wokal, Edward Hulewicz – wokal.
Pierwsze koncerty odbyły się w lipcu w Teatrze Wybrzeże w Gdańsku. W tym samym miesiącu w Teatrze Letnim w Sopocie zespół brał udział w cyklu koncertów w ramach Dioramy (cykliczny przegląd czołowych zespołów młodzieżowych, impreza towarzysząca corocznie Międzynarodowemu Festiwalowi Piosenki w Sopocie). W sierpniu wystąpił (razem z Czesławem Niemenem) na I Festiwalu Zespołów Młodzieżowych o Złotą Kotwicę Sopockiego Lata’68. W tym samym czasie Heliosi koncertowali w Non-Stop na molo w Sopocie.
Pierwsze nagrania zespołu miały miejsce w październiku 1968. Wśród nagranych utworów były m.in. Obietnice (muz. A. Zawadzki, sł. J. Urbanowicz). 8 października Obietnice zajęły 1. miejsce w Telewizyjnej Giełdzie Piosenki, a następnie czołowe miejsca na wszystkich listach przebojów, sam zaś Edward Hulewicz w wielu plebiscytach i podsumowaniach roku 1968 zajął wysokie pozycje jako odkrycie i talent roku, m.in. 6. miejsce w plebiscyt „Panoramy” („Muzyka i Piosenka” za rok 1968), 3. miejsce w Brylantowa Lista Przebojów „Panoramy” za rok 1968, 7. miejsce w kategorii solista roku „Jazz” – „Naj ‘68”, 2. miejsce w plebiscycie „Nowy talent roku”. W plebiscycie „Sztandaru Młodych” Międzyklubowa Lista Przebojów utwór Obietnice zajął 1. miejsce.
W styczniu 1969 zespół koncertował w Sali Kongresowej. Dla Studia Rytm Polskiego Radia nagrał utwory Dwa złote warkocze, Kto zna taką miłość, Zaczekaj, aż opadnie mgła. Nagrany został również teledysk do utworu Obietnice. Piosenki Heliosów były emitowane w programie „Popołudnie z młodością”. W Radiowej Liście Przebojów Obietnice zajmowały 3. miejsce. Znalazły się również na liście przebojów NRD.
W lutym na Liście Przebojów Studia Rytm utwór Zaczekaj, aż opadnie mgła zajmował 8., zaś Dwa złote warkocze 11. miejsce. Utwór Zaczekaj, aż opadnie mgła został wybrany piosenką tygodnia „Popołudnia z Młodością”. Zespół wziął udział w Musicoramie, międzynarodowym program cyklicznie organizowanym przez Polską Federację Jazzową w Sali Kongresowej. Heliosi wystąpili obok Old Timers, The Free, The Famous, Raya Nicholsa i Czesława Niemena.
W kwietniu Edward Hulewicz został wybrany wokalistą miesiąca Polskiego Radia. Zostały nagrane dwie płyty (czwórki), pierwsza z utworami: Obietnice, Zaczekaj, aż opadnie mgła, Dwa złote warkocze, Co to znaczy szabadabada, druga (wraz Jadwigą Land): Takie wesele, Prawdziwa baśń, Powiedz kiedy, Dwie gitary.
W lipcu zespół wystąpił na Festiwalu Piosenki w Opolu (w koncertach Przeboje sezonu z utworem Obietnice i w koncercie Premiery z piosenką Może to ty), na II Festiwalu Zespołów Młodzieżowych o Kotwicę Sopockiego Lata, a także na Międzynarodowym Festiwalu Piosenki w Rostocku, na którym utwór Obietnice otrzymał wyróżnienie.
Od 3 sierpnia do 5 listopada Heliosi brali udział w tournée po ZSRR (Ukraina, Republika Tatarska, Syberia, Uzbekistan, Tadżykistan, Turkmenia, Kaukaz, Krym, Moskwa, Leningrad). Po powrocie do kraju zespół przestał istnieć. Edward Hulewicz rozpoczął współpracę z big-bandem Kanon Rytm Janusza Sławińskiego.

## Wybrana dyskografia
- 1968: Heliosi (wraz z Jadwigą Land)
- 1969: Obietnice (wraz z Edwardem Hulewiczem)